# Marek Rybář
Marek Rybář (* 10. dubna 1974 Martin) je slovenský politolog, publicista a vysokoškolský pedagog.

## Studium a kariéra
V roce 1995 získal bakalářský titul v oboru politologie na Trnavské univerzitě v Trnavě. O rok později získal titul MA ze Středoevropské univerzity v Budapešti (obor politologie) a o další rok později získal stejný titul i z Katholieke Universiteit Leuven v oboru Evropská studia. V roce 2005 získal na Univerzitě Komenského v Bratislavě doktorský titul a v roce 2011 se zde rovněž habilitoval.
V letech 2000 až 2011 působil jako odborný asistent na Katedře politologie Filozofické fakultě Univerzity Komenského v Bratislavě, v letech 2012 až 2016 pak na této fakultě působil jako docent. V roce 2017 začal vyučovat na Katedře politologie Fakulty sociálních studií Masarykovy univerzity. V rámci své pedagogické a výzkumné činnosti se zabývá politicko-administrativními vztahy, politickými stranami a stranickou politikou v regionu střední Evropy či problematikou politizace státní služby. Opakovaně se vyjadřoval v různých médiích v souvislosti s děním v politice na Slovensku. K roku 2025 rovněž působil na Mezinárodním politologickém ústavu Masarykovy univerzity.